# Golderdbeere
Die Golderdbeere (Waldsteinia fragarioides), auch Erdbeer-Waldsteinie genannt, ist eine winterharte Staude aus der Gattung der Waldsteinien (Waldsteinia), in der Unterfamilie der Rosoideae.

## Beschreibung

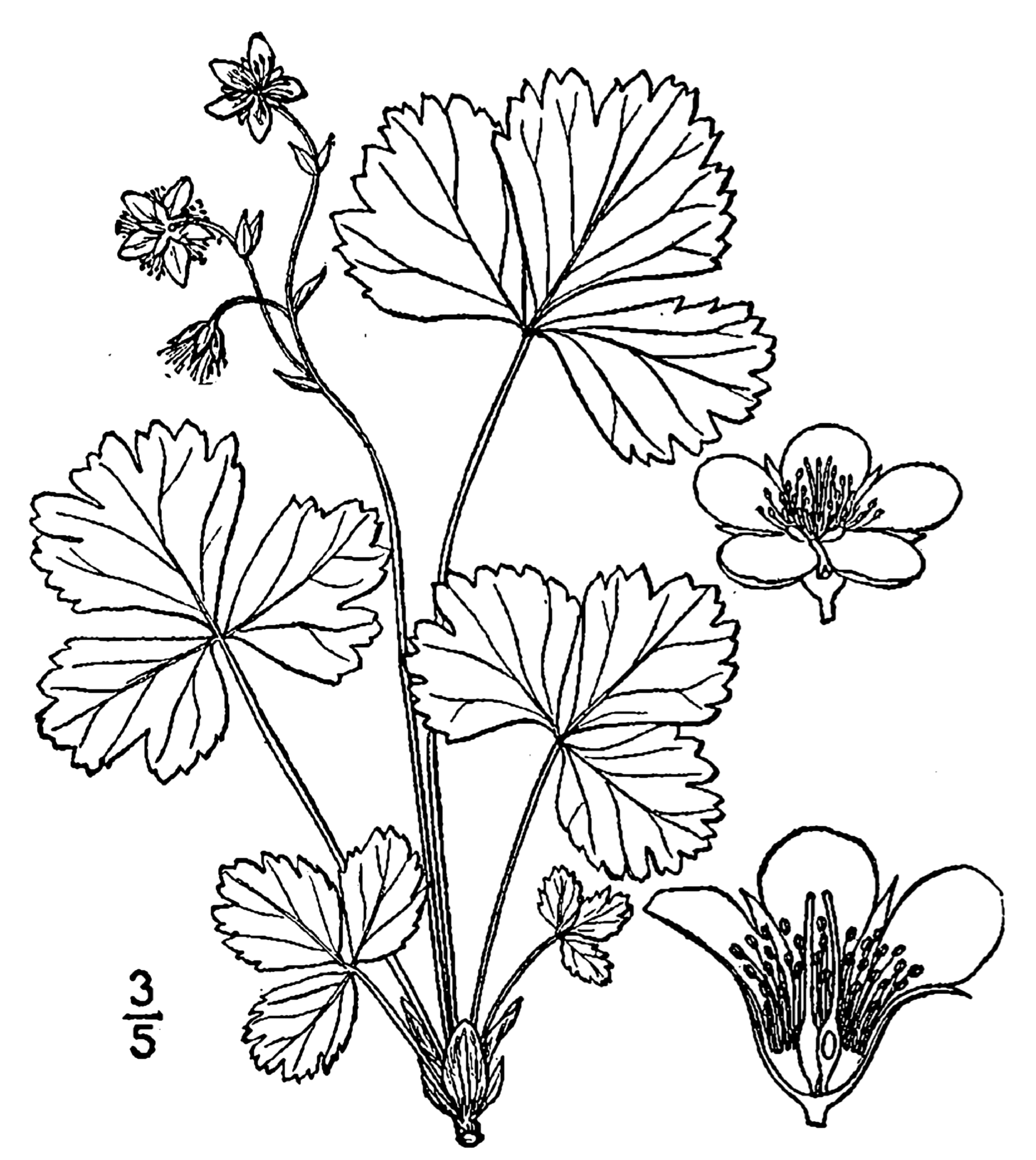
Illustration

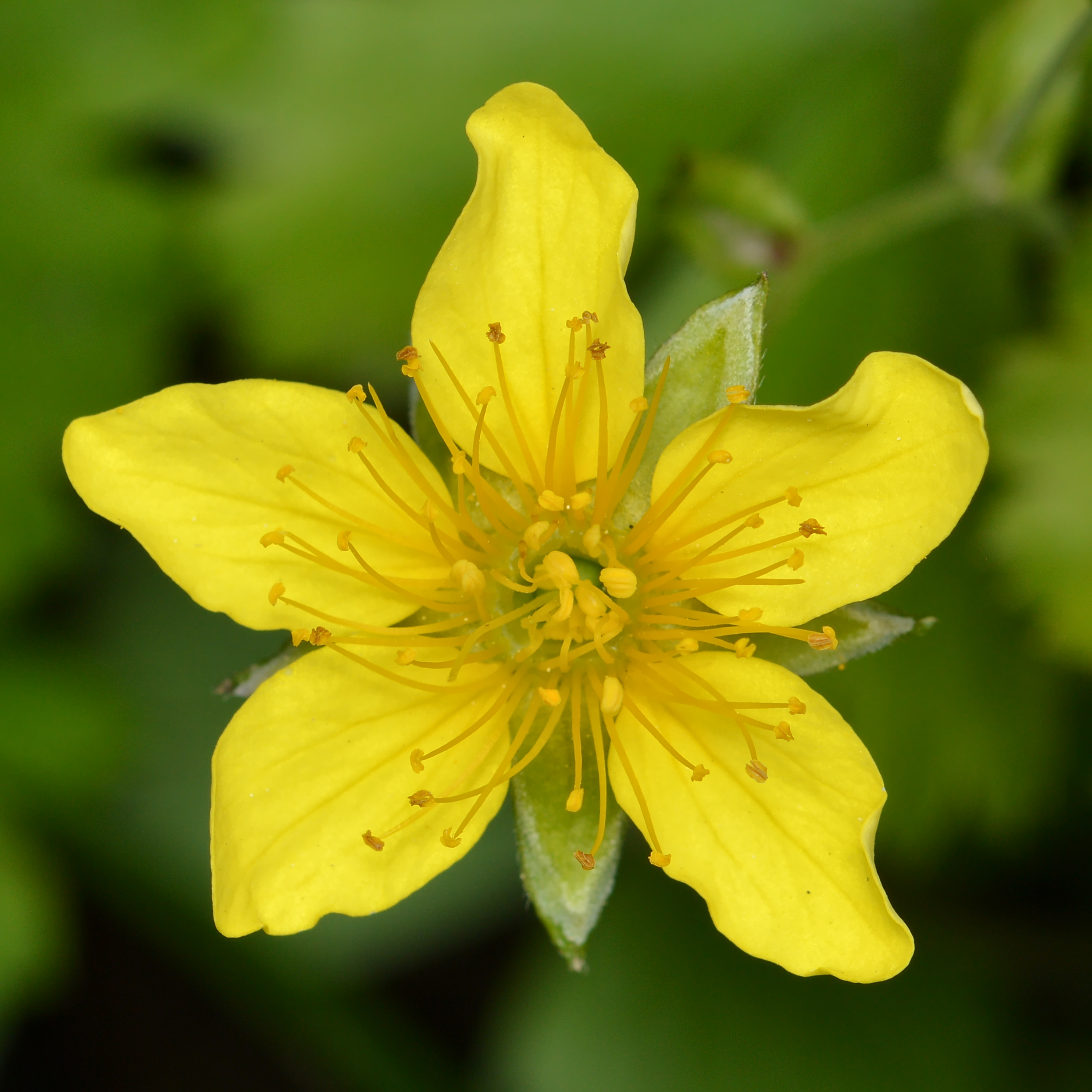
Nahaufnahme einer Blüte

### Vegetative Merkmale
Die Golderdbeere ist eine ausdauernde krautige Pflanze, die Wuchshöhen von 10 bis 20 Zentimetern erreicht. Sie bildet Rhizome und Ausläufer.
Die Laubblätter sind meist dreispaltig zusammengesetzt, selten nur gelappt. Die Teilblättchen sind keilförmig bis verkehrt eiförmig, sie sind 3 bis 5 Zentimeter lang. Die seitlichen Teilblättchen sind mehr oder weniger asymmetrisch. Der Blattrand ist unregelmäßig gelappt.

### Generative Merkmale
Die Blütezeit reicht von Mai bis Juni. Der Blütenstand enthält drei bis acht Blüten.
Die zwittrigen Blüten sind radiärsymmetrisch und fünfzählig. Die Blüte hat einen Durchmesser von 14 bis 20 Millimeter. Die Außenkelchblätter fehlen. Es sind Kelchblätter vorhanden. die Kelchblätter sind viel kürzer als die Kronblätter. Die fünf gelbe Kronblätter sind bei einer Länge von 3,5 bis 10 Millimetern verkehrt-eiförmig bis breit-elliptisch mit stumpfem oder gerundetem oberen Ende.
Die Früchtchenstiele sind wenig behaart.
Die Chromosomenzahl beträgt 2n = 42.

## Vorkommen
Die Golderdbeere gedeiht in feuchten bis trockenen Wäldern und auf schattigen Abhängen in Höhenlagen von 0 bis 600 Metern im östlichen Nordamerika.
Die Staude bevorzugt halbschattige bis schattige Standorte und gut durchlässige, humose Böden. Die Blütenfreudigkeit der Pflanzen profitiert außerdem von einem neutralen pH-Wert um sieben, toleriert aber auch leicht saure Böden.

## Taxonomie

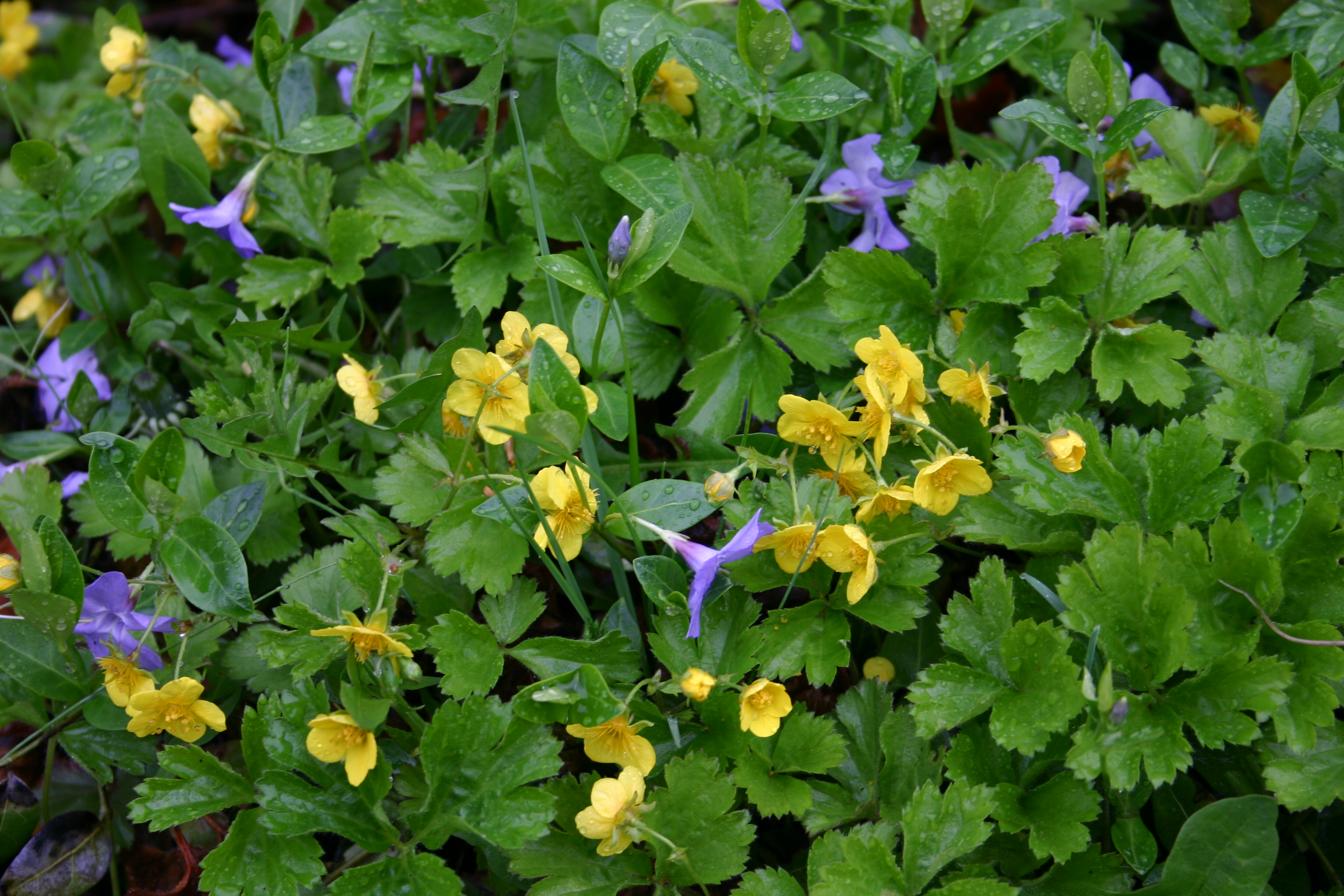
Laubblätter und Blüten

Die Erstbeschreibung erfolgte 1803 unter dem Namen (Basionym) Dalibarda fragaroides durch André Michaux als in Flora Boreali-Americana, Tomus 1, S. 300, Tafel 28. Die Neukombination zu Waldsteinia fragarioides (Michx.) Tratt. wurde 1823 durch Leopold Trattinnick in Rosacearum monographia, Band 3. S. 107 veröffentlicht. Weitere Synonyme für Waldsteinia fragarioides (Michx.) Tratt. sind: Geum fragarioides (Michx.) Smedmark, Waldsteinia doniana Tratt., Geum donianum (Tratt.) Weakley & Gandhi, Waldsteinia fragarioides subsp. doniana (Tratt.) Teppner.
Nahe Verwandte der Waldsteinia fragarioides, die sich in erster Linie in Wuchshöhe und Blütenform unterschieden, sind die Gelapptblättrige Waldsteinie Waldsteinia geoides sowie die Dreiblättrige Waldsteinie Waldsteinia ternata.

## Nutzung
Als Bodendecker mit geringfügigen Ansprüchen, bieten Friedhofsgärtner Golderdbeere als Dauerbepflanzung für Grabstätten an.
Dabei sind auch lichtarme Beete unter Gehölzen mit ausladenden Wurzeln kein Problem für die winterharte Pflanze.
Die Golderdbeere wird im Gartenbau mitunter als Zierpflanze für Gehölzgruppen genutzt.